# Лесопатологический мониторинг
Лесопатологический мониторинг — система оперативного и постоянного контроля над проявлением, распространением и развитием очагов энтомо- и фитопатологий, за состоянием леса, поражением лесов воздействием природных и антропогенных факторов, с целью своевременного планирования и проведения лесозащитных мероприятий.

## Программа мониторинга
Включает в себя: анализ состояния насаждений, популяций лесных насекомых и патогенов конкретной экологической обстановки, а также прогнозирование динамики численности насекомых, развития болезней леса и степени их воздействия на лесные биогеоценозы. Включает и принятие решений по сохранению лесной обстановки.
Систему лесопатологического мониторинга организуют сочетания дистанционного и наземного средства наблюдений за лесным фондом, а также с помощью автоматизированных средств и методов анализа, обработки, документирования и хранения информации, что многократно повышает качество и скорость мониторинга.
Порядок проведения лесопатологического мониторинга регламентирован приказом Министерства Природных ресурсов РФ от 5 апреля 2017 года.
Дистанционный способ сейчас главным образом базируется на применении БПЛА, и системы спутниковой навигации.